# Dasybasis cumelafquen
Dasybasis cumelafquen är en tvåvingeart som beskrevs av Coscaron 1962. Dasybasis cumelafquen ingår i släktet Dasybasis och familjen bromsar. Inga underarter finns listade i Catalogue of Life.